# Полькаґріс

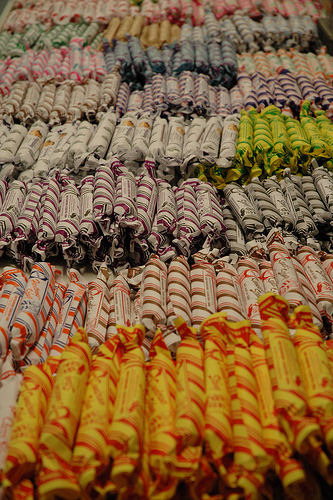
Солодощі Polkagris

Polkagris (plural: polkagrisar) — шведська цукерка, яка була винайдена в 1859 році Амалією Ерікссон в місті Ґренна, Швеція, і залишається популярною цукеркою в місті. Традиційна паличка для цукерок Polkagris має білий і червоний колір з ароматом м'яти перцевої.

## Історія
Полькаґріс — незвична цукерка, винайдена Амалією Ерікссон (1824—1923) в 1859 році. Вдова кравця Андерса Ерікссона, який помер через тиждень після народження донечки Іди від дизентерії. Амалія змушена була виховувати доньку самотужки. У 1859 році Амалія Ерікссон подала заяву на дозвіл виготовлення «вишуканих тістечок, і так званих польських кісток». Це був м'якуш м'яти, яку назвали Полькаґріс. Після отримання дозволу Амалія винайняла пекарню, в Ґренні для виготовлення випічки та Полькаґрісу. Спочатку пекарня працювала у вихідні та у святкові дні.
У 1923 році Амалія Еріксон померла у віці 99 років. ЇЇ справу продовжила донька Іда, виробляючи цукерки до 1945 року. У 1997 році побудована бронзова статуя в Гранні пам'яті Амалії Еріксон та її цукеркам. Полькаґріс один із найпопулярніших шведських сувенірів.

## Склад

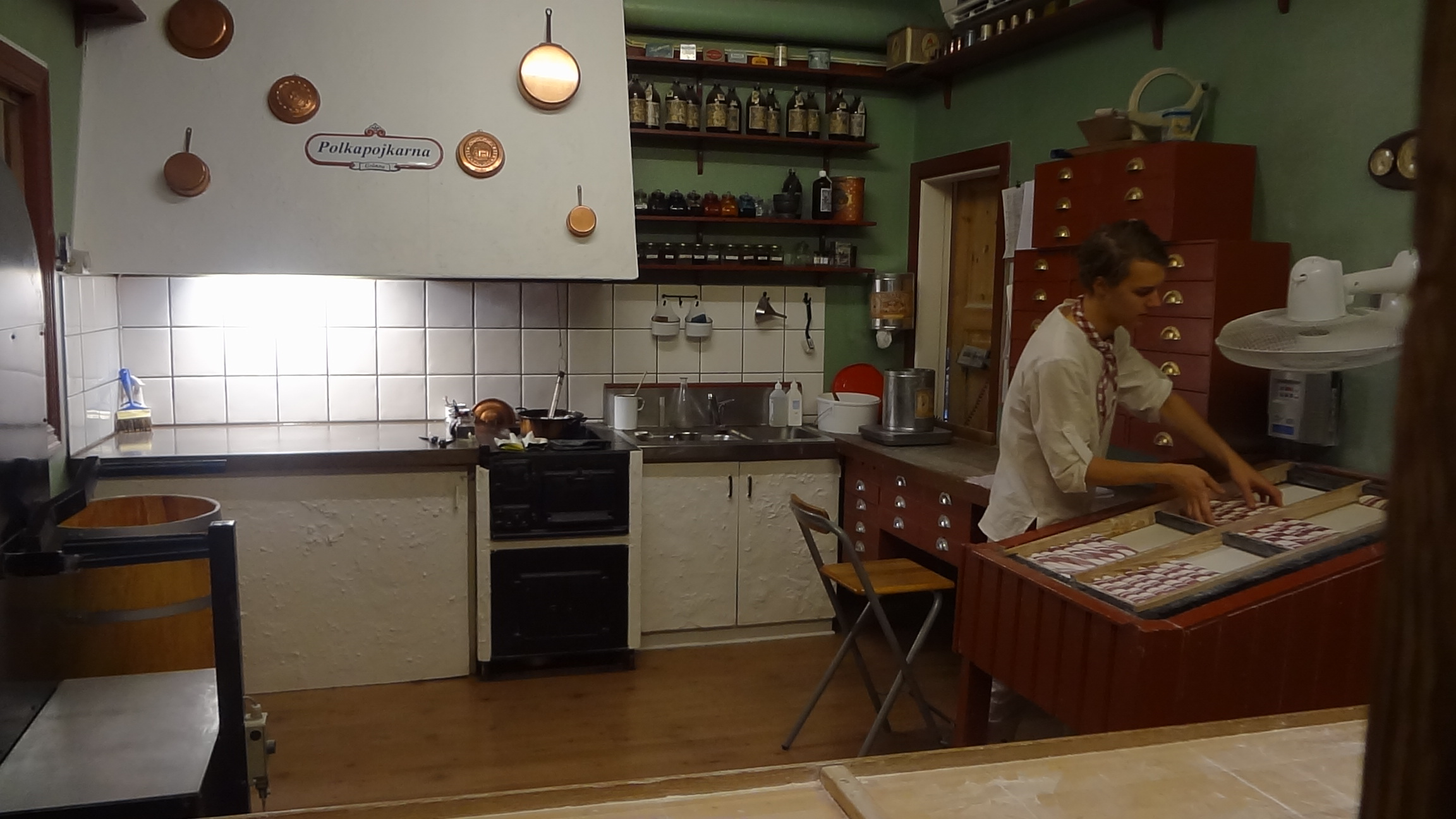
Приготування Polkagris

Цукор, оцет та воду змішують та нагрівають. Частина тіста була забарвлена, інша частина «приправляється» перцевою м'ятою. Цукерки витягують, закручують вручну до потрібного розміру. Цукерки бувають різної форми, розміру та кольору. Класикою Полькаґрісу є біло-червоні ароматизовані м'ятою палички. Рецепт поміщений у шведські кулінарні книги.

## Цікаві факти
- 25 липня кожного року Gränna також організовує чемпіонат світу з виготовлення полькаґрісу. Полькаґріс також увійшов до Книги рекордів Гіннесса. Найдовший полькаґріс в світі була виготовлена в 1989 році і становив 287,7 метри. Найвищий полькаґріс, що коли-небудь зроблений, становив 8,67 метрів заввишки, а найважчий важив 2 158,7 кілограма.